# Paulus Bor
Paulus Bor (Amersfoort, 1601 – Amersfoort, 1669. augusztus 10.) 17. századi holland festő, a holland festészet aranykorának részese.

## Élete és munkássága
Tekintélyes amersfoorti katolikus családból származott. Tanulmányutat tett Rómába, ahol megalapította a Bentvueghels nevű holland művészeti társaságot és felvette az Orlando művésznevet. 1626-ban hazatért szülővárosába és Jacob van Campen építésszel együtt dolgozott Frigyes Henrik orániai herceg Huis Honselaarsdijk nevű palotájának dekorációján. Újabb római tartózkodása után 1635-ben festette egyik legjelentősebb művét (La Maddalena). 1656 bekerült Amersfoort legtekintélyesebb polgárai, az úgynevezett régensek (regent) körébe.
Bor festői stílusa a kezdetek után jelentősen eltért a korban legdivatosabb utrechti iskola tagjainak festményeitől, akik főleg Caravaggio követői voltak. Eleinte ő is ebben a stílusban alkotott historikus műveket, de munkái hamarosan közeledtek Jacob van Campen klasszicista építészeti stílusához. Egyszerű technikával alkotott szokatlan kompozíciókat, kedvelte a különös, misztikus témákat.

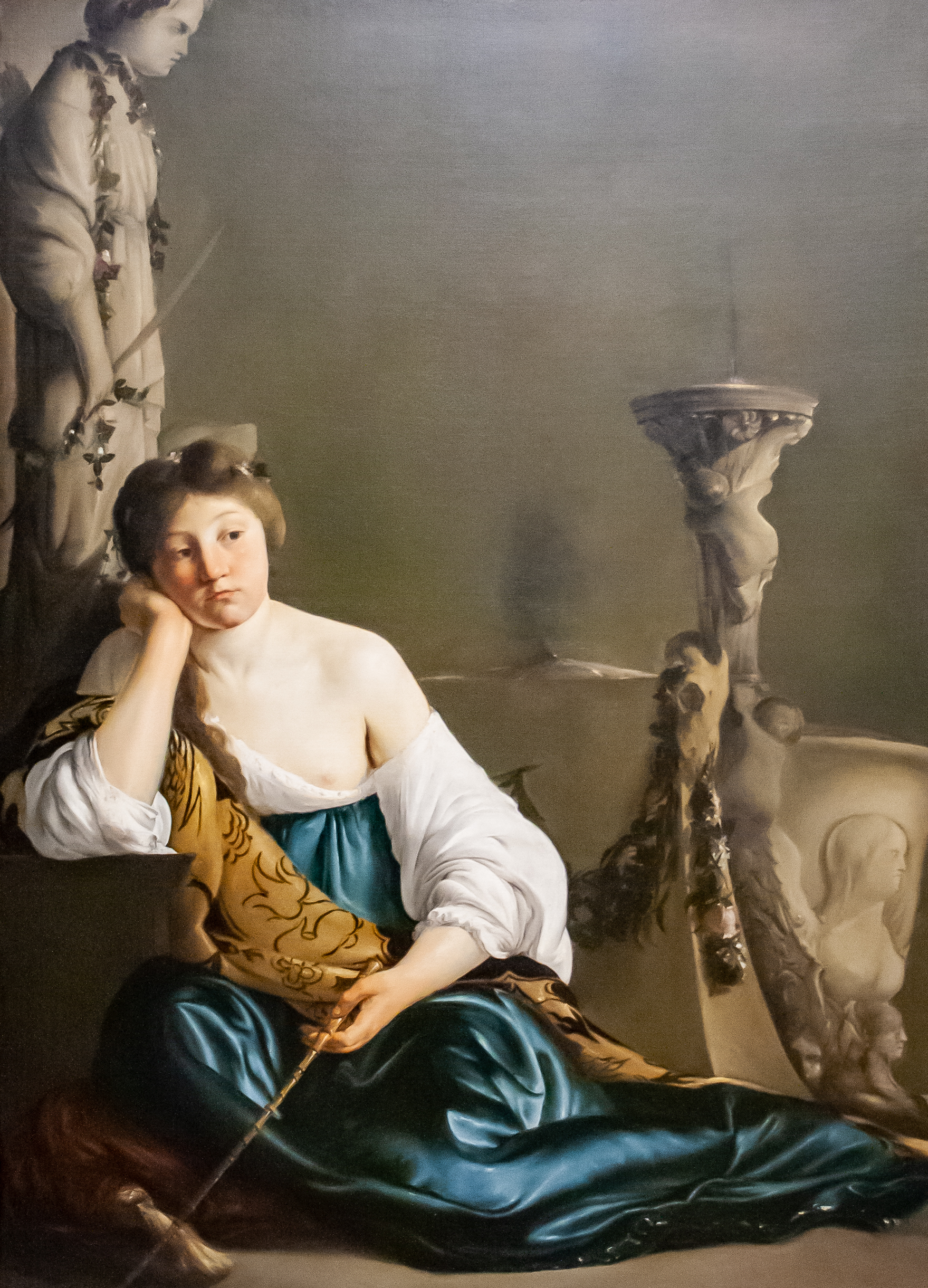
Az illúziójat vesztett Médea avagy a Varázslónő. Paulus Bor festménye a New York-i Metropolitan múzeumban

## Fordítás
- Ez a szócikk részben vagy egészben  a   Paulus Bor című angol Wikipédia-szócikk ezen változatának fordításán alapul.  Az eredeti cikk szerkesztőit annak laptörténete sorolja fel. Ez a jelzés csupán a megfogalmazás eredetét és a szerzői jogokat jelzi, nem szolgál a cikkben szereplő információk forrásmegjelöléseként.